# Gran Premio de Suiza de Motociclismo de 1951
El Gran Premio de las Naciones de Motociclismo de 1951 fue la segunda prueba de la temporada 1951 del Campeonato Mundial de Motociclismo. El Gran Premio se disputó el 26 y 27 de mayo de 1951 en el Circuito de Bremgarten.

## Resultados 500cc
Después de ganar el Gran Premio de España, Geoff Duke abandonó debido a un defectuoso sistema de encendido. Gilera no se benefició de esto en absoluto: Umberto Masetti no estaba presente y Nello Pagani y Alfredo Milani abandonaron. Como resultado, Fergus Anderson ganó con la Moto Guzzi Bicilindrica 500 por delante de Reg Armstrong con la AJS Porcupine. Sorprendentemente, el líder de AJS, Bill Doran, también se saltó el segundo Gran Premio de la temporada. Benoît Musy anotó dos puntos con la Moto Guzzi Dondolino.
| Pos.    | Piloto            | Equipo     | Tiempo/Retirado | Puntos |
| ------- | ----------------- | ---------- | --------------- | ------ |
| 1       | Fergus Anderson   | Moto Guzzi | 1h 34' 44" 21   | 8      |
| 2       | Reg Armstrong     | AJS        | +1' 47" 93      | 6      |
| 3       | Enrico Lorenzetti | Moto Guzzi | +2' 07" 49      | 4      |
| 4       | Carlo Bandirola   | MV Agusta  | +2' 27" 45      | 3      |
| 5       | Benoît Musy       | Moto Guzzi | +1 Vuelta       | 2      |
| 6       | Willy Lips        | Norton     | +2 Vueltas      | 1      |
| 7       | Hans Baltisberger | Norton     | +3 Vueltas      |        |
| 8       | Max Forster       | Gilera     | +4 Vueltas      |        |
| 9       | Väinö Hollming    | Moto Guzzi | +4 Vueltas      |        |
| 10      | Sid Mason         | Norton     | +5 Vueltas      |        |
| 11      | Tommy Wood        | Norton     | +5 Vueltas      |        |
| 12      | Alex Mayer        | Norton     | +5 Vueltas      |        |
| Ret     | Elio Scopigno     | Ret        |                 |        |
| Ret     | Nello Pagani      | Gilera     | Ret             |        |
| Ret     | Bruno Bertacchini | MV Agusta  | Ret             |        |
| Ret     | Arciso Artesiani  | MV Agusta  | Ret             |        |
| Ret     | Alfredo Milani    | Gilera     | Ret             |        |
| Ret     | Geoff Duke        | Norton     | Ret             |        |
| Ret     | Georges Cordey    | Norton     | Ret             |        |
| Fuente: |                   |            |                 |        |

## Resultados 350cc
Velocette había disuelto su equipo de fábrica porque la KTT Mk VIII había quedado bastante anticuada, pero ahora Les Graham, que había terminado segundo en la GP de España, consiguió la victoria en este Gran Premio, especialmente porque Cecil Sandford terminó segundo por delante de Reg Armstrong con el AJS Boy Racer.
| Pos. | Piloto             | Equipo    | Tiempo/Retirado | Puntos |
| ---- | ------------------ | --------- | --------------- | ------ |
| 1    | Leslie Graham      | Velocette | 1:10:48.5       | 8      |
| 2    | Cecil Sandford     | Velocette | +1:18.6         | 6      |
| 3    | Reg Armstrong      | AJS       | +1:48.6         | 4      |
| 4    | Paul Fuhrer        | Velocette | +2'35"91        | 3      |
| 5    | Sid Mason          | Velocette | +3'04"35        | 2      |
| 6    | Leonhardt Faßl     | AJS       | + 3'25"99       | 1      |
| 7    | Hans Baltisberger  | AJS       | + 1 Vuelta      |        |
| 8    | Werner Mazanec     | AJS       | + 2 Vueltas     |        |
| 9    | Herbert Laederach  | AJS       | + 2 Vueltas     |        |
| 10   | Edmund Laederach   | Norton    | + 2 Vueltas     |        |
| 11   | Väinö Hollming     | Velocette | + 2 Vueltas     |        |
| 12   | Helmut Volzwinkler | Norton    | + 2 Vueltas     |        |
| 13   | Heinrich Stamm     | Velocette | + 3 Vueltas     |        |
| 14   | Denis Jenkinson    | Norton    | + 3 Vueltas     |        |
| Ret  | Siegfried Wünsche  | DKW       | Ret             |        |
| Ret  | Bob Matthews       | Velocette | Ret             |        |
| Ret  | Georges Cordey     | Norton    | Ret             |        |
| Ret  | Geoff Duke         | Norton    | Ret             |        |
| Ret  | Bill Doran         | AJS       | Ret             |        |
| Ret  | Keith Fearnhead    | AJS       | Ret             |        |
| Ret  | Ernie Thomas       | Velocette | Ret             |        |
| Ret  | Tommy Wood         | Velocette | Ret             |        |
| Ret  | Willy Lips         | Velocette | Ret             |        |

## Resultados 250cc
El campeón del mundo Dario Ambrosini comenzó la temporada enérgicamente. Con su Benelli 250 Bialbero se mantuvo muy por delante de las Moto Guzzi Gambalunghino de Bruno Ruffo y Gianni Leoni. Benoît Musy también rodó con fuerza aquí y acabó cuarto con la Moto Guzzi Airone Sport. Nino Grieco debutó con un punto con la  Parilla 250 Bialbero.
| Pos. | Piloto                 | Equipo      | Tiempo/Retirado | Puntos |
| ---- | ---------------------- | ----------- | --------------- | ------ |
| 1    | Dario Ambrosini        | Benelli     | 1:05:32.1       | 8      |
| 2    | Bruno Ruffo            | Moto Guzzi  | +1:10.8         | 6      |
| 3    | Gianni Leoni           | Moto Guzzi  | +3:00.3         | 4      |
| 4    | Benoît Musy            | Moto Guzzi  | + 3'4953        | 3      |
| 5    | Cecil Sandford         | Velocette   | + 1 Vuelta      | 2      |
| 6    | Nino Grieco            | Parilla     | + 2 Vueltas     | 1      |
| 7    | Heinrich Steffan       | Parilla     | + 3 Vueltas     |        |
| 8    | Alano Montanari        | Moto Guzzi  | + 3 Vueltas     |        |
| 9    | Hans Haldemann         | Parilla     | + 5 Vueltas     |        |
| 10   | Carlo Bellotti         | Moto Guzzi  | + 4 Vueltas     |        |
| 11   | Robert Thiery          | Monet-Goyon | + 5 Vueltas     |        |
| 12   | Heinrich Thorn-Prikker | Moto Guzzi  | + 6 Vueltas     |        |
| Ret  | Claudio Mastellari     | Moto Guzzi  | Ret             |        |
| Ret  | Alex Mayer             | Moto Guzzi  | Ret             |        |
| Ret  | Luigi Ciai             | Benelli     | Ret             |        |
| Ret  | Umberto Plebani        | Moto Guzzi  | Ret             |        |
| Ret  | Lanfranco Baviera      | Moto Guzzi  | Ret             |        |
| Ret  | Leo Vinatzer           | Parrilla    | Ret             |        |